# Extreme Jukebox
Extreme Jukebox è un film italiano del 2012 diretto da Alberto Bogo, scritto e prodotto insieme allo sceneggiatore Andrea Lionetti.

## Produzione
È il primo film italiano a vantare la presenza della famosa star italiana del rock Pino Scotto, oltre alla presenza di Trevor Sadist voce della band Sadist e Terence Holler leader degli Eldritch.
Il film è disseminato di citazioni tratte sia dall'universo cinematografico che dal mondo del rock.
Esiste anche una versione più lunga del film di quella uscita in bluray, della durata di quasi due ore, che fu presentata in occasione del To-Horror Film Festival 2012. Non vi sono più tracce di questa versione.

## Distribuzione
Extreme Jukebox è uscito in bluray nell’agosto del 2015 per la Troma.

## Accoglienza
È stato definito come “la prima horror rock metal comedy del cinema italiano”. Candidato a miglior film in diversi Festival Horror Italiani e nel mondo, vince lo Special Award al Parma Music Film Festival del 2013.

## Colonna sonora
La colonna sonora del film presenta alcuni brani scritti ad hoc di band quali Winterage, Woods Of Paranoia ed altri già preesistenti di Deadly Tide, Fire Trails e Strage.

## Riconoscimenti
- 2013 – Parma Music Film Festival
  - Special Award